# 베를리너 돔

베를리너 돔

베를리너 돔(독일어: Berliner Dom)은 독일 베를린에 있는 독일 개신교 교회이다. 베를린 미테지구(Mitte)의 동쪽에 자리잡고 있으며, 슈프레섬(독일어: Spreeinsel)의 북쪽인 박물관 섬(독일어: Museuminsel)의 랜드마크이다. 독일 내에서 가장 큰 규모의 개신교 교회 건물이다.
최초 건축은 교황의 명에 의해 건립이 되었기 때문에 가톨릭 성당의 건축방식과 각종 성상들과 성체를 보관하는 감실과 가톨릭식의 제대가 설치되었다
종교개혁시기 가톨릭 미사와 유사한 예배형식과 교회건축을 가진 루터교에서 소유하였던 적이 있어서 현재 개신교파에서 소유하고 있음에도 불구하고, 가톨릭과 루터교 교회의 내외부 장식물과 설치물(제대, 감실, 설교대,개신교에서 만들지도 않고 설치조차 하지 않는 성인들의 조각상과 예수상이 달린 십자가 등등)을 모두 없애지 않고 유지하고 있다
루터교 소유에서 칼뱅파 개신교로 소유가 넘어갔다가 현재는 프랑스와 독일을 중심으로하는 개신교 교파인 "프러시아 복음주의교회"에서 소유하고 관리하고 있다